# Taming the Tiger
| Recensione                        | Giudizio   |
| --------------------------------- | ---------- |
| AllMusic                          | [ 1 ]      |
| The New Rolling Stone Album Guide | [ 2 ]      |
| Sputnikmusic                      | 3.0 (Good) |
| Piero Scaruffi                    | [ 4 ]      |
| Dizionario del Pop-Rock           | [ 5 ]      |
| 24.000 dischi                     | [ 6 ]      |

Taming the Tiger è il sedicesimo album in studio di Joni Mitchell. Uscito nel settembre del 1998, fino al 2006 (quando la cantante ha annunciato che un nuovo disco è preparazione) si riteneva che fosse destinato ad essere l'ultimo disco di inediti della Mitchell. Il titolo (in italiano: Addomesticando la tigre) si riferisce all'inatteso successo di pubblico e di critica del suo album precedente, Turbulent Indigo.

## Tracce
Brani composti da Joni Mitchell, eccetto dove indicato.
1. Harlem in Havana – 4:25
2. Man from Mars – 4:09
3. Love Puts on a New Face – 3:46
4. Lead Balloon – 3:38
5. No Apologies – 4:17
6. Taming the Tiger – 4:18
7. The Crazy Cries of Love – 3:54 (Don Freed, Joni Mitchell)
8. Stay in Touch – 2:59
9. Face Lift – 4:41
10. My Best to You – 2:52 (Gene Willadsen, Isham Jones)
11. Tiger Bones – 4:22

## Musicisti
Harlem in Havana
- Joni Mitchell - chitarra (orchestra), voce, accompagnamento vocale-coro
- Larry Klein - basso
- Wayne Shorter - sassofono
- Brian Blade - batteria
- Femi Jiya - voce (barker), ingegnere del suono

Man from Mars
- Joni Mitchell - basso, chitarra, tastiere
- Brian Blade - batteria
- Dan Marnien, Femi Jiya e Tony Phillips - ingegneri del suono

Love Puts on a New Face
- Joni Mitchell - chitarra, tastiere
- Wayne Shorter - sassofono
- Greg Leisz - chitarra pedal steel
- Dan Marnien, Femi Jiya e Tony Phillips - ingegneri del suono

Lead Balloon
- Joni Mitchell - chitarra (orchestra), voce, accompagnamento vocale-coro
- Larry Klein - basso
- Wayne Shorter - sassofono
- Michael Landau - chitarra solista low
- Brian Blade - batteria
- Dan Marnien, Femi Jiya e Tony Phillips - ingegneri del suono

No Apologies
- Joni Mitchell - basso, chitarra, tastiere
- Greg Leisz - chitarra pedal steel
- Brian Blade - batteria
- Dan Marnien e Tony Phillips - ingegneri del suono

Taming the Tiger
- Joni Mitchell - chitarra, tastiere, voce
- Dan Marnien - ingegnere del suono

The Crazy Cries of Love
- Joni Mitchell - chitarra, tastiere, voce, accompagnamento vocale-coro
- Larry Klein - basso
- Wayne Shorter - sassofono
- Greg Leisz - chitarra pedal steel
- Brian Blade - batteria
- Dan Marnien e Tony Phillips - ingegneri del suono

Stay in Touch
- Joni Mitchell - chitarra, tastiere
- Mark Isham - tromba
- Dan Marnien - ingegnere del suono

Face Lift
- Joni Mitchell  - chitarra, tastiere
- Wayne Shorter - sassofono
- Dan Marnien - ingegnere del suono

My Best to You
- Joni Mitchell - basso, percussioni, tastiere
- Greg Leisz - chitarra pedal steel
- Dan Marnien - ingegnere del suono

Tiger Bones
- Joni Mitchell - chitarra, tastiere, voce
- Dan Marnien - ingegnere del suono